# Жеребилівська сільська рада
| Жеребилівська сільська рада — колишній орган місцевого самоврядування у Могилів-Подільському районі Вінницької області з адміністративним центром у с. Жеребилівка. Сільській раді були підпорядковані населені пункти: - с. Жеребилівка - с. Іракліївка |

## Склад ради
Рада складалася з 12 депутатів та голови.

## Керівний склад сільської ради
| ПІБ                         | Основні відомості                                                 | Дата обрання | Дата звільнення |
| --------------------------- | ----------------------------------------------------------------- | ------------ | --------------- |
| Кирик Леоніда Болеславівна  | Сільський голова, 1952 року народження, освіта, позапартійна      | 26.03.2006   | 31.10.2010      |
| Кирик Леоніда Болеславівна  | Сільський голова, 1952 року народження, освіта вища, позапартійна | 31.10.2010   | 18.03.2012      |
| Багрій Володимир Васильович | Сільський голова, 1958 року народження, освіта вища, безпартійний | 18.03.2012   |                 |

Примітка: таблиця складена за даними джерела